# Libre circulación de mercancías (Unión Europea)
La libre circulación de mercancías en la Unión Europea es una de las más importantes garantías que ofrece la legislación y políticas comunitarias. Supone el establecimiento de la Unión Aduanera (EUCU) que abarca la totalidad de los intercambios de mercancías y que implica la prohibición, entre los Estados miembros, de los derechos de aduana de importación y exportación (intercambios intracomunitarios). En igual sentido, se establece la adopción de un arancel aduanero único en sus relaciones con las mercancías que provengan del extranjero (fuera de la Unión).

## Ámbito de protección
Bajo la protección de la libre circulación de mercancías se encuentran todas las actividades que se realicen en un ámbito de cruce de fronteras. Por mercancía se entienden aquellos objetos físicos con valor económico. Además, la protección no sólo abarca a mercancías con origen en los Estados miembros, sino a toda mercancía en circulación dentro de las fronteras de la Unión Europea. También entran dentro del ámbito de protección aquellas personas que no posean la ciudadanía europea, pero que se encuentren ejerciendo una circulación de mercancías.

## Documento Único Administrativo
El Documento Único Administrativo (DUA) es un impreso (declaración aduanera) que ha de cumplimentarse obligatoriamente ante la aduana para los intercambios de mercancías (importaciones y exportaciones) entre los Estados miembros comunitarios y terceros países.
Desde el 1 de enero de 1993, se suprimió el Documento Único Administrativo (DUA), con carácter general, para los intercambios intracomunitarios.